# Flughafen Stord, Sørstokken

i7
i11
i13
Der Flughafen Stord, Sørstokken (norwegisch Stord lufthavn, Sørstokken; IATA-Code: SRP, ICAO-Code: ENSO) ist ein in der Provinz Vestland gelegener norwegischer Regionalflughafen. Betreiber des Flughafens ist die Kommune Stord und die Provinz Vestland. Der Flughafen besitzt eine etwa 1.500 Meter lange Start- und Landebahn, die in Nord-Süd-Richtung ausgerichtet ist. 2016 benutzten etwa 35.000 Passagiere den Flughafen. Damit ist der Flughafen Stord der zweitgrößte in der Provinz.

## Lage
Der Flughafen liegt etwa 9 km östlich der 10.000-Einwohner Hafenstadt Leirvik und am südwestlichen Rand der Kommune Stord. Diese befindet sich auf der gleichnamigen Insel im Süden von Norwegen.

## Anbindung

### Taxen
Vor dem Flughafen stehen Taxen zur Verfügung. Diese verbinden den Flughafen mit Leirvik oder nach Wunsch auch mit anderen Städten.

### Mietwagen
In unmittelbarer Nähe des Flughafens haben sich größere Mietwagenunternehmen angesiedelt, darunter AVIS, Europcar und Hertz.

### Eigener PKW
Vor dem Flughafen befinden sich mehrere kostenlose Stellplätze für Fluggäste, die mit ihrem PKW anreisen.

## Flughafenanlagen

### Start- und Landebahn
Der Flughafen verfügt über eine 1.460 Meter lange Start- und Landebahn. Diese ist asphaltiert und in Betriebsrichtung 14/32 ausgerichtet. Da der Flughafen über keine Rollbahn verfügt, ist an beiden Enden der Start- und Landebahn eine Wendemöglichkeit für Flugzeuge gelegen. Diese Einrichtung wird nur bei kleineren Flughäfen mit Flugzeugen, die solch eine Drehung überstehen können, verwendet.

## Zwischenfälle
Am 10. Oktober 2006 verunglückte eine BAe 146-200 (Luftfahrzeugkennzeichen OY-CRG) der Atlantic Airways. Sie befand sich auf einem Charterflug nach Molde. Die Maschine überrollte beim Abbremsen das Landebahnende und fing Feuer. Von den 16 Insassen konnten sich zwölf in Sicherheit bringen, bevor das Flugzeug ausbrannte. Unter den vier tödlich Verunglückten befand sich eine färöische Stewardess, die anderen drei waren norwegische Arbeiter. Die Kombination von mehreren Faktoren führten zum Unglück: Einerseits war den Piloten nicht bekannt, dass die Piste noch feucht war, dazu kam, dass bei der Landung leichter Rückenwind herrschte und zusätzlich konnte nicht wie üblich mit den Störklappen abgebremst werden, da diese eine Fehlfunktion aufwiesen. Die Piloten reagierten mit dem Versuch des Gebrauchs der Notbremse, um das Flugzeug zum Stehen zu bringen. Allerdings verringerte dies die Geschwindigkeit nicht genügend effektiv deswegen, weil die Notbremse kein Antiblockiersystem besaß und die Räder auf der feuchten Piste blockierten – die Piste verfügt nicht über Rillen im Asphalt.